# Euphorbia celerieri
Euphorbia celerieri là một loài thực vật có hoa trong họ Đại kích. Loài này được (Emb.) Emb. ex Vindt mô tả khoa học đầu tiên năm 1953.